# Chase City
Chase City es una localidad del Condado de Mecklenburg, Virginia, Estados Unidos. Según el censo de 2000 tenía una población de 2.457 habitantes y una densidad de población de 433.2 hab/km².

## Demografía
Según el censo de 2000, había 2.457 personas, 1.099 hogares y 658 familias residiendo en la localidad. La densidad de población era de 433,2 hab./km². Había 1.249 viviendas con una densidad media de 220,2 viviendas/km². El 53,52% de los habitantes eran blancos, el 44,65% afroamericanos, el 0,20% amerindios, el 0,12% asiáticos, el 0,04% isleños del Pacífico, el 0,49% de otras razas y el 0,98% pertenecía a dos o más razas. El 1,34% de la población eran hispanos o latinos de cualquier raza.
Según el censo, de los 1.099 hogares en el 26,1% había menores de 18 años, el 36,6% pertenecía a parejas casadas, el 18,7% tenía a una mujer como cabeza de familia y el 40,1% no eran familias. El 36,7% de los hogares estaba compuesto por un único individuo y el 21,7% pertenecía a alguien mayor de 65 años viviendo solo. El tamaño promedio de los hogares era de 2,24 personas y el de las familias de 2,93.
La población estaba distribuida en un 25,4% de habitantes menores de 18 años, un 6,8% entre 18 y 24 años, un 23,5% de 25 a 44, un 22,5% de 45 a 64 y un 21,8% de 65 años o mayores. La media de edad era 40 años. Por cada 100 mujeres había 80,1 hombres. Por cada 100 mujeres de 18 años o más, había 74,5 hombres.
Los ingresos medios por hogar en la localidad eran de 22.193 dólares ($) y los ingresos medios por familia eran 32.700 $. Los hombres tenían unos ingresos medios de 26.712 $ frente a los 18.750 $ para las mujeres. La renta per cápita para la ciudad era de 13.559 $. El 22,7% de la población y el 15,9% de las familias estaban por debajo del umbral de pobreza. El 27,4% de los menores de 18 años y el 20,3% de los habitantes de 65 años o más vivían por debajo del umbral de pobreza.

## Geografía
Según la Oficina del Censo de los Estados Unidos, la localidad tiene un área total de 5,7 km², todos ellos correspondientes a tierra firme.